# Bernhard Klosterkemper
Bernhard Klosterkemper (17 avril 1897 à Coesfeld - 19 juillet 1962 à Brême) est un Generalmajor allemand qui a servi au sein de la Heer dans la Wehrmacht pendant la Seconde Guerre mondiale.
Il a été récipiendaire de la Croix de chevalier de la Croix de fer. Cette décoration est attribuée pour récompenser un acte d'une extrême bravoure sur le champ de bataille ou un commandement militaire avec succès.

## Biographie
Bernhard Klosterkemper s'engage dans l'armée impériale le 15 août 1916 en tant que porte-drapeau et sert comme officier pendant la Première Guerre mondiale. Il est promu lieutenant le 10 février 1918 dans le 78e régiment d'infanterie. 
Bernhard Klosterkemper est capturé par les troupes alliées en mai 1945 et reste en captivité jusqu'en 1947.

## Décorations
- Croix de fer (1914)
  - 2e classe
  - 1re classe
- Croix d'honneur pour combattants 1914-1918
- Agrafe de la Croix de fer (1939)
  - 2e classe
  - 1re classe
- Croix de chevalier de la Croix de fer
  - Croix de chevalier le 4 juillet 1944 en tant que Oberst et commandant du Grenadier-Regiment 920[1]